# Шульц, Константин Карлович
Константин Карлович фон Шульц (1806—1887) — генерал-майор русской императорской армии, благотворитель.

## Биография
Родился в 1806 году и происходил из финляндских дворян. Службу начал 1 января 1826 года подпрапорщиком в гренадерском императора Австрийского полку. Участвовал в русско-турецкой войне 1828—1829 годов; отличился в деле под Базаржиком.
Позднее принимал участие в делах в Польше и за штурм Варшавы в 1831 году награждён золотой полусаблей с надписью «За храбрость».
В 1833 году назначен был смотрителем Гельсингфорсского военного госпиталя и занимал эту должность до 8 ноября 1860 года, когда по домашним обстоятельствам был уволен в отставку с чином генерал-майора. 26 ноября 1846 года, будучи в чине подполковника, за беспорочную выслугу 25 лет в офицерских чинах был награждён орденом Св. Георгия 4-й степени (№ 7830 по кавалерскому списку Григоровича — Степанова).
Вслед за военной службой Шульц перешел на гражданскую и занял должность смотрителя Санкт-Петербургского военного госпиталя, участвуя в то же время в финляндском сейме 1863—1864 годов.
Постепенно ухудшавшееся здоровье заставило его сложить обязанности смотрителя и он всецело посвятил себя деятельности, которая вполне соответствовала потребностям его души. Ещё раньше, во время своей военной службы, Шульц неоднократно получал командировки для наблюдения за передвижением и устройством больных и увечных воинов и тогда уже подготовлял себя для будущей деятельности. С 1872 года Шульц состоял при Императорском человеколюбивом обществе попечителем о бедных Нарвского района и всё своё время и все силы посвящал на служение бедным. Ни старость, ни сильно расшатанное здоровье не останавливали его, и он зачастую через силу посещал убогие жилища бедняков, всюду внося с собой помощь и утешение.
Скончался 10 (22) марта 1887 года на 82 году жизни и до самой своей смерти не переставал интересоваться делами того общества, попечителем которого он состоял в течение 15 лет.